# قتالة الشجعان (مسلسل)
قتالة الشجعان، مُسلسل اجتماعي درامي كويتي من إنتاج تلفزيون الوطن.من بطولة الفنانين خالد العبيد وجاسم النبهان وهدى حسين وعبد الرحمن العقل وأمينة القفاص ولطيفة المجرن ومحمد حسن وفاتن الدالي ومرام وعبد المجيد قاسم وأحمد الحسن وسميرة الوهيبي وتأليف بدر محارب وإخراج نور الضوي.
يحكي عن جندبه وقتاله وعن حنظل الذي طرد الحوارث ومنهم جندبه واستولى على الأموال ولكن يستعيدونها أهل الحارث وقبلها كان جندبة قد ذهب لينقذ اباه دارم من يد الشمطة فقد كان شجاعا اما باقي اخوته فقد كانو جبناء وكان هناك قتالة وقد كانت فارسة شجاعة.